# Gerald Freedman
Pour les articles homonymes, voir Freedman.
Gerald Freedman, né le 25 juin 1927 à Lorain (Ohio) et mort le 17 mars 2020, est un metteur en scène de théâtre, parolier et librettiste américain.

## Carrière
Gerald Freedman fait ses études à l'université Northwestern où il décroche une licence et un master en arts. Il commence sa carrière comme assistant réalisateur du spectacle musical Bells are ringing puis est directeur musical sur la comédie musicale The gay life à Broadway en 1961.
À son crédit également les reprises en 1964 et 1980 de la comédie musicale West Side Story, The incomparable max en 1971, The creation of the world and other business d'Arthur Miller, la production de The roller bridgegroom en 1975-1976 qui lui valent des nominations au Drama desk award, la production de The grand tour en 1979 avec Joel Grey, et de The school for scandal en 1995 avec Tony Randall.